# Loxosceles misteca
Loxosceles misteca är en spindelart som beskrevs av Willis J. Gertsch 1958. Loxosceles misteca ingår i släktet Loxosceles och familjen Sicariidae. Inga underarter finns listade i Catalogue of Life.